# シューマッハ (醸造所)
シューマッハ（ドイツ語: Brauerei Schumacher）は、ドイツ・デュッセルドルフにある1838年創業のブルワリー（ビール醸造所）。デュッセルドルフで最も古いアルトビールのブルワリーとされる。
ビール醸造所の敷地内にあるレストランでは、醸造所で作ったビールと料理を楽しめる。